# Alinea
Alinea označuje v paragrafu určitého právního předpisu nový odstavec, začínající odsazeně na novém řádku. Alinea ale není na rozdíl od ostatních částí daného paragrafu číslována. Jde o celkem vzácnou legislativní techniku.

## Příklad
| „                                              | Lichva (1) Kdo zneužívaje něčí rozumové slabosti, tísně, nezkušenosti, lehkomyslnosti nebo něčího rozrušení, dá sobě nebo jinému poskytnout nebo slíbit plnění, jehož hodnota je k hodnotě vzájemného plnění v hrubém nepoměru, nebo kdo takovou pohledávku uplatní nebo v úmyslu uplatnit ji na sebe převede, bude potrestán odnětím svobody až na dvě léta nebo zákazem činnosti. (2) Odnětím svobody na šest měsíců až pět let nebo peněžitým trestem bude pachatel potrestán, a) získá-li činem uvedeným v odstavci 1 pro sebe nebo pro jiného značný prospěch, b) spáchá-li takový čin jako člen organizované skupiny, nebo c) způsobí-li takovým činem jinému stav těžké nouze. (3) Odnětím svobody na tři léta až osm let bude pachatel potrestán, a) spáchá-li čin uvedený v odstavci 1 za stavu ohrožení státu nebo za válečného stavu, za živelní pohromy nebo jiné události vážně ohrožující život nebo zdraví lidí, veřejný pořádek nebo majetek, nebo b) získá-li takovým činem pro sebe nebo pro jiného prospěch velkého rozsahu. | “ |
| — § 218 zákona č. 40/2009 Sb., trestní zákoník | |   |